# Yang Shao-hou
Yang Shao-hou ou Yang Shaohou (1862-1930) représente avec son frère Yang Chengfu (楊澄甫; 1883-1936) la troisième génération de la famille Yang de Taijiquan (楊氏太極拳).
Son nom de naissance est Yang Zhaoxiong puis on l'appela Mengxiang, et enfin Shaohou, mais il était aussi connu comme "Mr. Big".
Yang Shaohou a étudié le Tai Chi avec son père Yang Jianhou (楊健候; 1839–1917) ainsi qu'avec son oncle Yang Banhou (楊班侯; 1837-1890).
Yang Shaohou, de même que son oncle, était réputé pour sa nature énergique. Tous deux furent des professeurs très exigeants qui acceptaient uniquement les élèves susceptibles de supporter un entraînement drastique.
Au début il enseignait le "cadre moyen" (middle frame) développé par son père mais plus tard il commença à élaborer son propre style, influencé notamment par les méthodes héritées de son oncle, qu'on qualifie parfois de "petit cercle" (small circle). Celle-ci s'accompagnait de techniques explosives ponctuées de sons menaçants. Lors de la pratique avec ses élèves, Yang Shaohou n'avait pas la réputation de retenir ses coups. 